# 80 до н. е.

## Події
- створено Антікитерський механізм
- Консули Луцій Корнелій Сулла (2-й раз) (патрицій) і Квінт Цецілій Метелл Пій (молодший)  (плебей). Знищення міст етрусків. Етруски стають римськими громадянами. Помпеї стають римської колонією.
- Цар Єгипту Птолемей XI. Син Птолемея IX Лафура. На 19-й день шлюбу Птолемей Сотер наказав убити дружину Береніку. Тоді в Олександрії почалися повстання, натовп увірвався в палац і вбив Птолемея XI. Олександрійці закликали двох  синів Птолемея IX, старшого зробили царем, а молодшому передали Кіпр.
- Цар Єгипту Птолемей XII Авлет («Флейтист») (Неос Діоніс). Син Птолемея IX від наложниці.
- Облога Мітилени

## Померли
- Береніка III -  цариця Єгипту у 81 до н. е.— 80 до н. е.
- Птолемей XI Александр - цар Єгипту у 80 до н. е. (правив 19 днів). Останній законний представник династії Птолемеїв.